# Івлєв Костянтин Віталійович
Костянтин Віталійович Івлєв (нар. 12 січня 1974, Москва) — російський шеф-кухар і телеведучий.

## Біографія
Навчався в ПТУ № 19 за спеціальністю кухар. У ресторанному бізнесі з 1996 року
З 1997 року працював шеф-кухарем в російських ресторанах.
Пройшов професійні стажування в школі «Vatel» (Франція), в ресторані «Edsbaka Krog», що має дві зірки в гідові Мішлен (Швеція), в Інституті яловичини (США), в ресторані «Arzak» Хуана Марії Арзака, що має три зірки в гідові Мішлен (Іспанія).
З 2000 року Костянтин Івлєв успішно бере участь у професійних конкурсах:
- 2000 — бронза I Чемпіонату Росії з кулінарії;
- 2001 — бронза II Чемпіонату Росії з кулінарії;
- 2000 — учасник Тижня високої кухні в Росії (єдиний з російських кухарів);
- 2001 — «Шеф року» за версією щотижневої газети «Коммерсантъ-Weekend»;
- 2007 — «Шеф року» за версією журналу Time Out[3];
- 2007 — «Шеф року» за версією журналу «ШЕФ».

Костянтин Івлєв — член Французької гільдії гастрономів Chaine des Rotisseurs. З кінця 2008 року очолює Федерацію професійних кухарів і кондитерів Росії [Архівовано 31 грудня 2016 у Wayback Machine.].
У 2010 році при Федерації професійних кухарів і кондитерів Росії відкрилася кулінарна школа «Ask the chef» [Архівовано 19 вересня 2020 у Wayback Machine.] під керівництвом Костянтина Івлєва і Юрія Рожкова.
У 2014 році разом з чеським футболістом Мартіном Їранеком відкрив ресторан Wicked в Москві. Ресторан закрився в 2015 році. Після цього він працював шеф-кухарем в ресторані Monster Hills в ТЦ «Авіапарк» в Москві, ставив кухню в ресторані «Єсенін» на Луб'янці і очолив кухню ресторану «Сирень» в московському парку Сокольники, що належить футболістові Олександру Самедову.

### Телебачення
- Ведучий рубрики «Середовище Смаку» на радіо «Срібний дощ»[10]
- Ведучий програми «Запитайте кухаря», «Тиждень їжі», і «Новорічний тиждень їжі» на каналі «Домашній»[11][12]
- «Смак по кишені», «Моя-твоя їжа» на каналі «Кухня ТБ»[13]
- «З'їжте це негайно!» на каналі «СТС»[14]
- З червня 2016 року — ведучий шоу «На ножах» на телеканалі «П'ятниця!»[15]
- З 2017 року — ведучий російського шоу «Пекельна кухня» на телеканалі «П'ятниця!»[16].

У 80-ї серії серіалу «Кухня» зіграв одного з учасників шоу «Шеф-кухар».

### Інтереси
Вболівальник ФК «Динамо» Москва, веде програму «Футбол зі смаком» на Динамо-ТБ.
В одному зі своїх інтерв'ю заявив, що захоплюється Гордоном Рамзі і хотів би стати на нього схожим. Через кілька років його мрія здійснилася — Івлєв став ведучим російської версії шоу «Пекельна кухня», американську версію якої вів Гордон Рамзі, своєю ексцентричністю і зухвалістю зробив шоу популярним. Після цього Івлєв почав експлуатувати образ «злого» шефа в інших телепроєктах, в тому числі у кількох сезонах шоу «На ножах».

## Особисте життя
Колишня дружина — Марія Івлєва. У них є діти — Матвій і Марія.
Зустрічається з Валерією Куденковою.

## Книги
- «Моя философия кухни». — М.: Ресторанные ведомости, 2004. ISBN 5-98176-018-4
- «Кухня настоящих мужчин» (в соавторстве с Юрием Рожковым). — М.: Эксмо, 2011. ISBN 978-5-699-47070-9
- «Россия готовит дома» (в соавторстве с Юрием Рожковым). — М.: Эксмо, 2013. ISBN 978-5-699-59646-1